# 1-й Волконский переулок
Пе́рвый Волко́нский переу́лок — улица в центре Москвы в Тверском районе между Делегатской и Самотёчной улицами.

## Происхождение названия
Названия 1-го и 2-го Волконских переулков возникли в XVIII веке по фамилии домовладельца князя Волконского.

## Описание
1-й Волконский переулок расположен недалеко от Садового кольца, севернее Садовой-Самотёчной улицы. Начинается от Делегатской улицы и проходит на восток до Самотёчной.

## Примечательные здания
По нечётной стороне:
По чётной стороне:
- № 10 — Топливно-энергетический межрегиональный банк реконструкции и развития (ТЭМБР);
- № 10, строение 1 — журнал «Налоговый вестник».

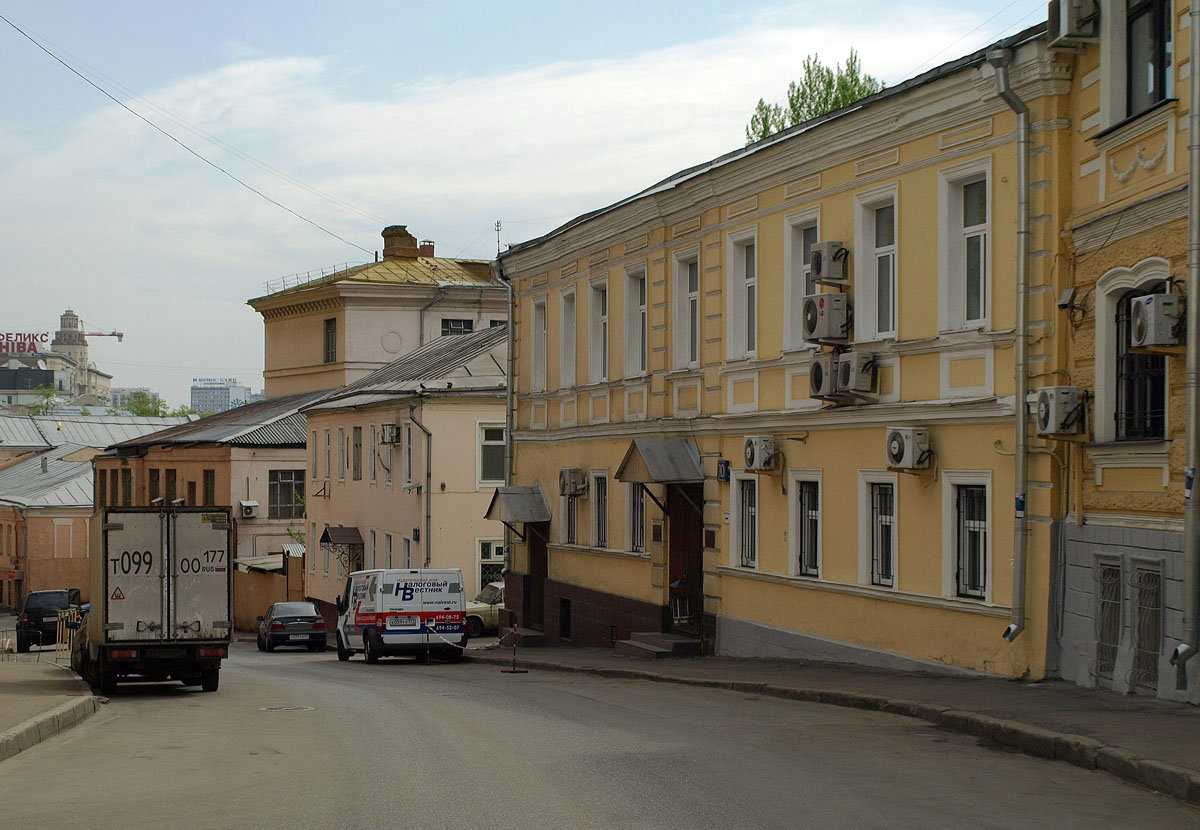
№ 10
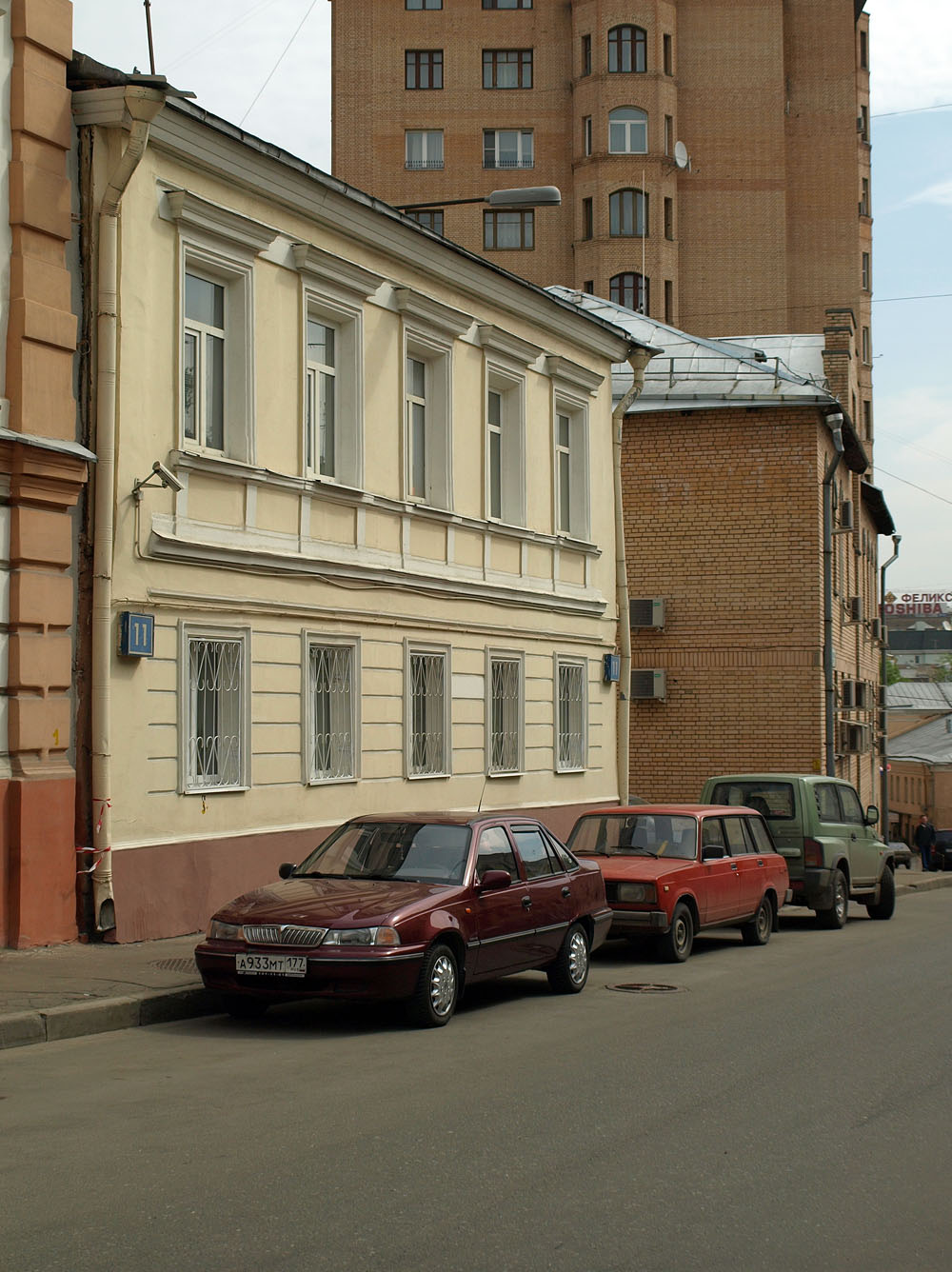
№ 11